# Change (cântec)
„Change” (în română Schimbare) este un cântec pop compus de Gabriel Băruța și interpretat de trupa Hotel FM, formată la acea data din Gabriel Băruța (pian), Alex Szűz (baterie), Darius Neagu (percuționist), Vicky Sava (harpă), Marius Văduva (percuționist), Diana Mărmăneanu (dansator), Vlady Săteanu (basist), Gabi Drăgan (baterie), Nicolae Vedinas (voce, flaut), David Bryan (solist).
Cântecul a reprezentat România la Concursul Muzical Eurovision 2011 în semifinala de la 14 mai, în Düsseldorf, Germania, aducând acestei țări locul 16 în clasamentul final.